# La Nef (revue)
Cet article concerne la revue mensuelle. Pour la société financière, voir La Nef (entreprise). Pour revue littéraire, voir la Nouvelle Équipe française. Pour les autres sens, voir La Nef.
La Nef est un mensuel catholique traditionaliste français revendiquant des prises de positions antilibérales et « antilibertaires » et dont la ligne défend des idées politiques proches de la droite conservatrice.

## Origines
Créée en décembre 1990, à la suite des débats sur la messe traditionnelle causés par la rupture entre Rome et Marcel Lefebvre puis par le motu proprio Ecclesia Dei adflicta publié par Jean-Paul II en 1988, La Nef entend apporter un éclairage traditionaliste de type « intransigeant » et « ultramontain », parfois qualifié d'« intégriste », s'opposant au catholicisme libéral sur des sujets de société, de politique et sur la vie de l'Église catholique. Défendant la messe tridentine, elle se réclame d'une fidélité « sans faille » au Saint-Siège et à l'enseignement de l'Église.

## Ligne éditoriale
Les questions doctrinales et liturgiques ont été à l'origine de l'introduction de la revue. Sur le plan doctrinal, La Nef accepte les enseignements du concile Vatican II et approuve l'idée d'une « herméneutique de la réforme » (ou « du renouveau dans la continuité ») mise en avant par le pape Benoît XVI. Sur le plan liturgique, elle défend l'usage du rite tridentin qu'elle voit comme promouvant l'idée de « paix liturgique », c'est-à-dire, selon son point de vue, de réconciliation des catholiques autour de la question de la messe. Le directeur de la revue, Christophe Geffroy, a notamment rédigé un livre intitulé Benoît XVI et la paix liturgique qui appelle également les traditionalistes à montrer plus d'ouverture au rite ordinaire.
Sur le plan de la famille et de la morale, La Nef combat fréquemment le droit à l'avortement dans ses nombreux articles consacrés à la politique familiale, faisant montre d'un ton polémique à l'encontre des évêques de France sur ce sujet. Reprenant des positions du Mouvement pour la France de Philippe de Villiers ou encore de celles du Front national de Jean-Marie Le Pen puis « d'une proximité intellectuelle avérée avec Marion Maréchal Le Pen », le mensuel affirme en outre l'existence d'un « affrontement séculaire » entre la chrétienté et l'islam, s'alarme d'une « montée de l'islamisme » et dénonce la présence musulmane en Europe,, estimant — en contradiction avec les déclarations du pape et des évêques de France — qu'il faut agir avec plus de fermeté concernant l'immigration.
Sur un plan historique, à l'instar d'autres publications « intransigeantes », La Nef relève du courant contre-révolutionnaire et dénonce les droits de l'homme comme reposant sur une philosophie individualiste qui refuse « la souveraineté de Dieu » et, par conséquent, comme hostiles au christianisme. Présentée comme une revue « doté[e] d'une certaine ambition intellectuelle et bénéficiant d'un certain prestige auprès des catholiques traditionalistes », ou encore comme « l'organe des traditionalistes qui reconnaissent l'autorité de Rome », certains de ses auteurs critiquent cependant fortement le pape François — accusé de transformer le siège pontifical « en vulgaire chaise percée » par Jacques de Guillebon.

## Collaborateurs
La revue, dirigée par Christophe Geffroy qui est son fondateur, compte entre autres collaborateurs réguliers Luc de Bellescize.
Elle a compté parmi ses éditorialistes Jean-Marie Paupert.

## Hors-série
- 1988-1992 : Bilan de l'application du Motu proprio Ecclesia Dei (préf. Gérard Calvet, abbé de Sainte-Madeleine du Barroux), coll. « Hors-série / 1 », mai 1993, 81 p.
- Les communautés catholiques « traditionnelles » en France (préf. Hervé Courau, abbé de Notre-Dame de Triors), coll. « Hors-série / 2 », octobre 1994, 98 p.
- Gilbert Pérol (préf. Philippe de Saint Robert), Chroniques internationales, coll. « Hors-série / 3 », juin 1995, 132 p.
- Philippe Maxence (préf. Mansour Labaky), Quelle école pour vos enfants ? Guide pratique de la maternelle à l'université, coll. « Hors-série / 4 », avril 1997, 228 p.
- Grands mythes de l’histoire, coll. « Hors-série / 4 », novembre 1997, 210 p.
- Christophe Geffroy et Philippe Maxence (préf. Alfons Maria Stickler), Enquête sur la messe traditionnelle (Essai), coll. « Hors-série / 6 », juin 1998, 432 p. (EAN 2650007660639, lire en ligne)
- Thomas Grimaux (préf. Darío Castrillón Hoyos), Les communautés traditionnelles en France : "Venez et voyez", coll. « Hors-série / 20 », 8 juin 2007, 165 p. (ISBN 978-2-916343-03-7)
- Hervé Benoît, Le bouquet de Chartres : Et autres chroniques (2004-2008), coll. « Hors-série / 22 », juin 2008, 206 p. (ISBN 978-2-916343-07-5)
- Jacques de Guillebon, Contre Culture : Et autres textes fumants, coll. « Hors-série / 26 », juin 2011, 304 p. (ISBN 978-2-916343-14-3)
- Christian Gouyaud (dir.), Dominique Bertrand, Christian-Philippe Chanut, Marc-Antoine Dor, Abbé Albert Jacquemin, Abbé Tancrède Leroux, Denis Marion et Abbé Paul Préaux, Quelle prédication des fins dernières aujourd'hui ?, coll. « Hors-série / 27 », juin 2011, 274 p. (ISBN 978-2-916343-15-0)
- Christophe Geffroy (dir.), Découvrir Vatican II, coll. « Hors-série / 28 », 15 juin 2013, 170 p. (ISBN 978-2-916343-18-1)